# 田島吉秋
田島 吉秋（たじま よしあき、1958年3月7日 - ）は、日本の元プロボクサー。鹿児島県薩摩郡出身。協栄ボクシングジム所属。階級はミドル級。

## 来歴
学生時代は空手、剣道を経験し、キックボクサーとしてデビューする。 剣道の影響で右利きサウスポーになった。
1986年4月28日、28歳でプロデビュー（3回KO勝ち）。
1986年12月19日、東日本ウェルター級新人王決定戦出場。後に日本ジュニアミドル級（現:スーパーウェルター級）王座を20度防衛する上山仁（新日本木村）と対戦したが、6回判定負け。プロ初黒星を喫した。上山とは1987年7月23日にも再戦したが、5回判定で返り討ち。
1988年9月19日、11戦目で日本王座初挑戦。日本ミドル級王者大和武士（ワタナベ）に挑み、4回KO勝ち。王座奪取に成功し、その後2度防衛。
1989年8月21日、パカ・ウディアナ（インドネシア）と空位のOPBF東洋太平洋ミドル級王座を争い、12回判定勝ち。王座奪取に成功する。この王座は1度も防衛せず、12月に返上。
1990年1月13日、1階級上のスーパーミドル級で世界初挑戦（日本人として最重量での世界挑戦）。敵地でWBA世界同級王者白仁鉄（韓国）に挑むが、初回にダウンを奪われた末の7回TKO負け。この試合を最後に引退した。日本初のミドル級の世界チャンピオン竹原慎二のスパーリングパートナーもつとめた